# Neolygus viridis
Espèce
Synonymes
- Lygocoris viridis (Fallén, 1807)[1]

Neolygus viridis est une petite espèce d'insectes hétéroptères, une punaise de la famille des Miridae.

## Description
Long de 6 mm de couleur verte, portant de grandes antennes, il vit sur les arbres à feuilles caduques et surtout les tilleuls.